# Chaetophthalmus bicoloratus
Chaetophthalmus bicoloratus là một loài ruồi trong họ Tachinidae.